# Tadeusz Smelczyński
Tadeusz Smelczyński (ur. 6 stycznia 1902 w Żytniowie, zm. 23 lipca 1979 w Częstochowie) – plutonowy Wojska Polskiego, uczestnik wojny polsko-bolszewickiej, kawaler Orderu Virtuti Militari.

## Życiorys
Urodził się w rodzinie ziemiańskiej Bronisława i Kazimiery z d. Margońska. Absolwent gimnazjum w Częstochowie. W 1917 zgłosił się do Legionów Polskich ale nie został przyjęty ze względu na stan zdrowia. Działał w Polskiej Organizacji Wojskowej i brał udział w rozbrajaniu garnizonu w Częstochowie. W 1918 przyjęty do 2 pułku szwoleżerów, gdzie na własną prośbę został przydzielony do pociągu pancernego „Odsiecz II” walczącego w okolicach Lwowa i Łucka.
Od czerwca 1919 ponownie w szeregach 2 pułku szwoleżerów, z którym w styczniu 1920 brał udział w działaniach na Pomorzu i dalszej walce na froncie wojny polsko-bolszewickiej.
Szczególnie odznaczył się podczas walk pod Szczurowicami, Stanisławczykiem, Mikołajowem czy Kulikowem, gdzie „osobiście odpierał ogniem km atakującego nieprzyjaciela lub – dowodząc taczanką – osłaniał działania szwadronu”. Za te czyny otrzymał Krzyż Srebrny Orderu Virtuti Militari.
W lipcu 1921 został zdemobilizowany. Założył i prowadził hurtownię tytoniu w Krzepicach od 1924. Należał do Związku Strzeleckiego i OSP. Po zakończeniu wojny w 1945 Armia Czerwona zniszczyła jego hurtownię i podpaliła dom.
Zmarł 23 lipca 1979 w Częstochowie, został pochowany na cmentarzu w Krzepicach.

## Życie prywatne
Żonaty z Jadwigą z Piotrowskich, z którą miał córkę Barbarę (1925-1992).

## Ordery i odznaczenia
- Krzyż Srebrny Orderu Wojskowego Virtuti Militari nr 3048[2][1][3]
- Krzyż Walecznych[4][1]
- Medal Pamiątkowy za Wojnę 1918–1921[4]
- Odznaka pamiątkowa „Orlęta”[4]
- Brązowy Medal „Za Zasługi dla Pożarnictwa”[4]